# Izbavitelj
Izbavitelj (en croat, Salvador) és una pel·lícula fantàstica de terror iugoslava en croat dirigida per Krsto Papić. Es va estrenar el 1976, però va guanyar la millor pel·lícula al Festival Internacional de París de Cinema Fantàstic i de Ciència-Ficció de 1980, fou nominat al Festival internacional de cinema fantàstic d'Avoriaz i al Fantasporto de 1982. La pel·lícula va ser seleccionada com a entrada iugoslava per la Millor pel·lícula en llengua estrangera als Premis Oscar de 1976, però no va ser acceptada com a nominada.
L'any 1999, una enquesta de crítics de cinema croats va trobar que era una de les millors pel·lícules croates mai fetes.

## Argument
Un home descobreix una raça de rates intel·ligents que poden aparèixer com a humans. És capturat i portat al líder del poble de les rates (el "salvador" del títol de la pel·lícula). S'escapa, però després es pregunta qui entre els seus semblants és una rata disfressada.

## Repartiment
- Ivica Vidović – Ivan Gajski
- Mirjana Majurec – Sonja Bošković
- Fabijan Šovagović – Professor Martin Bošković
- Relja Bašić – Alcalde
- Ilija Ivezić – Cap de policia